# Ronnie Stevens
Ronald George "Ronnie" Stevens, född 2 september 1925 i Peckham, London, död 11 november 2006 i Northwood, London, var en brittisk skådespelare.

## Rollista i urval
- 1958 – Montys dubbelgångare
- 1960 – Doktorn är kär
- 1960 – Tandläkaren i stolen
- 1961 – Nu tar vi tanden
- 1962 – Panik hos polisen
- 1963 – Doktorn på vift
- 1964 – Dessa fantastiska män i sina flygande maskiner
- 1969 – Goodbye, Mr Chips
- 1969 – Some Girls Do
- 1973 – The Goodies (TV-serie) (1 avsnitt)
- 1986 – Hi-de-Hi! (TV-serie) (1 avsnitt)
- 1992 – Panik på hotellet
- 1996 – Brassed Off
- 1998 – Föräldrafällan